# Enmienda Wilmot

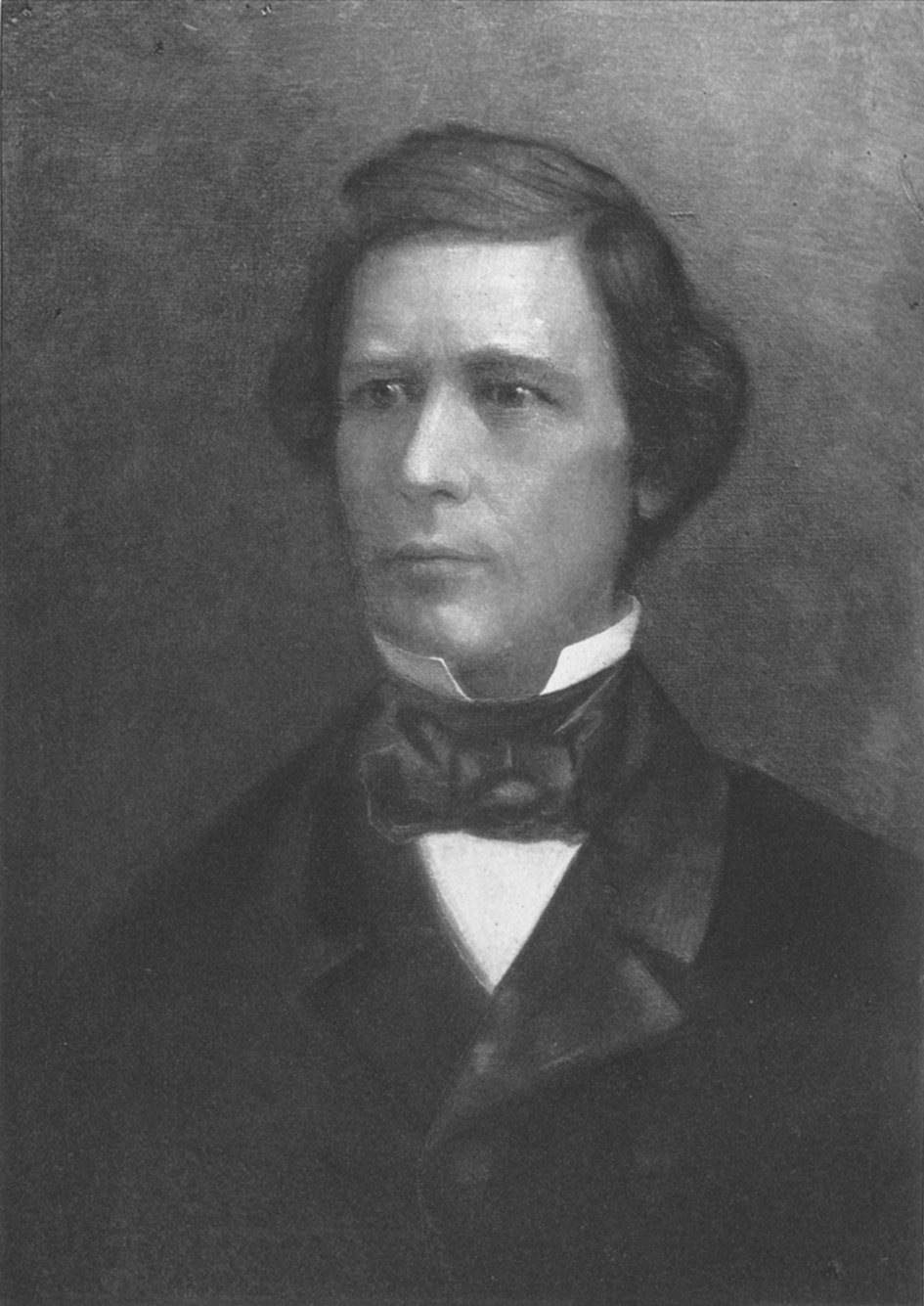
David Wilmot

La Enmienda Wilmot fue una ley estadounidense que prohibía la esclavitud en cualquier territorio adquirido de México durante la guerra mexicana.  El conflicto en torno a la Enmienda fue uno de los principales acontecimientos que condujeron a la Guerra de Secesión. El congresista David Wilmot introdujo por primera vez la Enmienda en la Cámara de Representantes de los Estados Unidos el 8 de agosto de 1846, como una Enmienda del proyecto de ley sobre las asignaciones de 2 000 000 de dólares destinados a las negociaciones finales para resolver la guerra antes mencionada (esto fue sólo tres meses antes de la guerra que duró dos años). Se aprobó en la Cámara, pero fracasó en el Senado, donde el Sur tenía una mayor representación. Se reintrodujo en febrero de 1847 y otra vez aprobado por la Cámara pero fracasó en el Senado. En 1848, un intento de que formara parte del Tratado de Guadalupe Hidalgo también fracasó. Las controversias políticas sobre la esclavitud en el suroeste persistieron hasta Compromiso de 1850.

## Antecedentes
Después de un intento anterior para adquirir Texas por un tratado no obtuvo la aprobación de dos tercios necesaria del Senado, los Estados Unidos se anexó la República de Texas por una resolución conjunta del Congreso que requiere una simple mayoría de votos en cada cámara del Congreso. El presidente John Tyler firmó la ley el 1 de marzo de 1845, unos días antes de que terminara su mandato. Como muchos esperaban, la anexión llevó a la guerra con México. Tras la captura de Nuevo México y California en las primeras fases de la guerra, el foco político pasó a cuánto territorio se adquiriría de México. La clave de ésta fue la determinación de la situación futura de la esclavitud en cualquier territorio nuevo.
Los dos principales partidos políticos habían trabajado mucho para mantener los problemas de división sobre la esclavitud fuera de la política nacional. Los demócratas en general habían tenido éxito en retratar aquellos dentro de su partido que intentaban empujar una cuestión puramente sectorial como extremistas que estaban completamente fuera de su alcance normal de la política tradicional. Sin embargo, a mitad del mandato de Polk, la insatisfacción con la administración Democrática era cada vez mayor dentro del ala del Partido Demócrata de Martin Van Buren, o barnburner, sobre otras cuestiones.  Muchos consideraron que a Van Buren le había sido injustamente denegada la nominación del partido en 1844, cuando los delegados del sur resucitaron una regla de las convenciones, utilizada por última vez en 1832, que requería que el candidato tenía que recibir dos tercios de los votos de los delegados. Muchos en el Norte también estaban molestos con la tarifa Walker que redujo los aranceles; otros se oponían al veto de Polk de un proyecto de ley de un famoso río y a las mejoras del puerto, y aún otros estaban molestos respecto al Tratado de Oregón con Gran Bretaña donde parecía que Polk no seguía al territorio del norte con el mismo vigor que utilizó para adquirir Texas. Polk era visto cada vez más principalmente como el que aplicaba la lealtad al partido antes que servir a los intereses del sur.

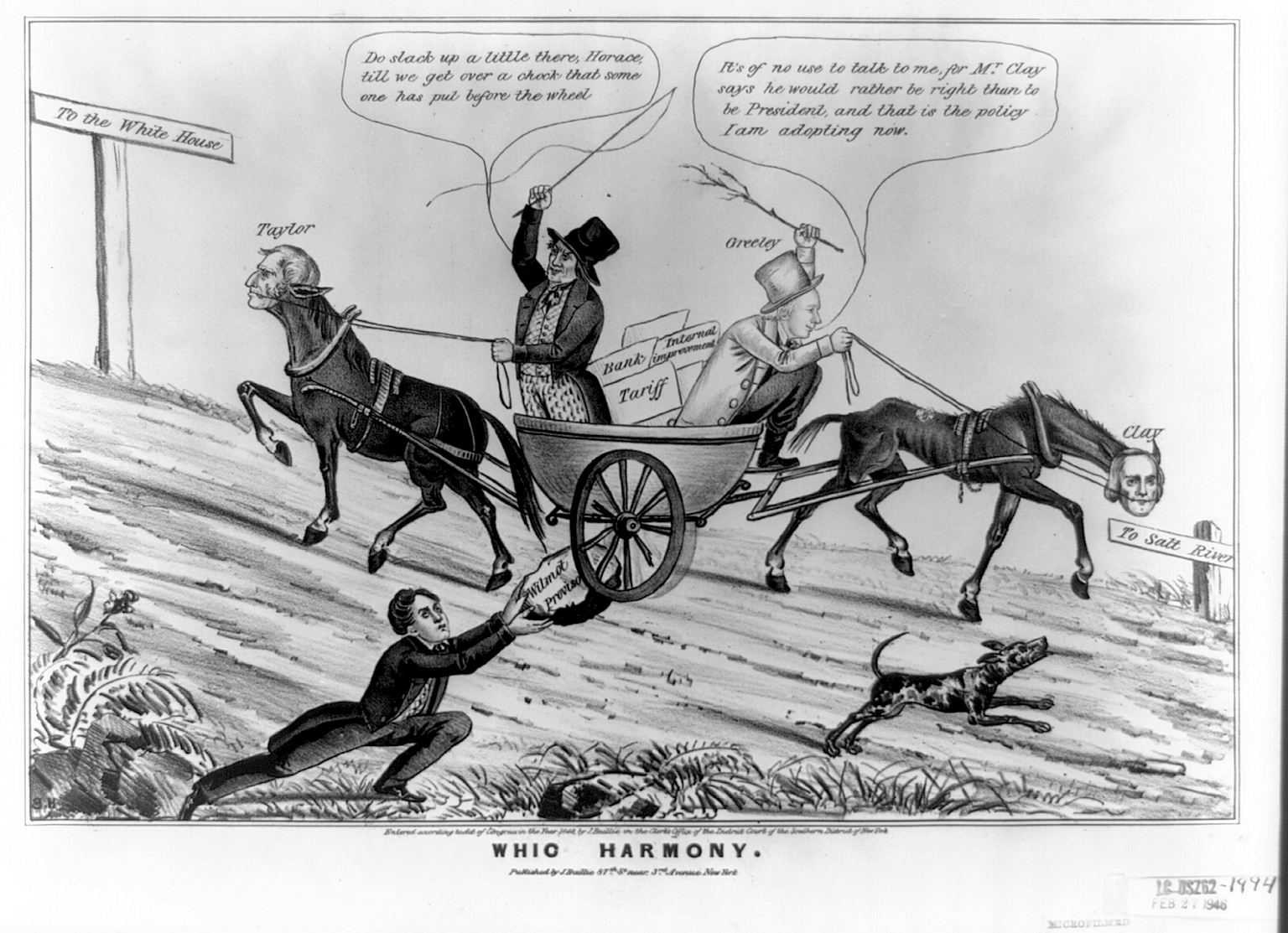
La Enmienda Wilmot se veía como el principal obstáculo para los candidatos presidenciales, tales como Taylor

Los whigs se enfrentaban a un escenario diferente. La victoria de James K. Polk (demócrata) sobre Henry Clay (Whig) en la elección presidencial de 1844 cogió a los sudistas Whigs por sorpresa. El elemento clave de esta derrota, que llevaba a las elecciones del Congreso y locales en 1845 y 1846 en todo el Sur, fue el hecho de que el partido no adoptó una posición firme a favor de la anexión de Texas. Los Whigs del sur eran reacios a repetir sus errores en Texas, pero, al mismo tiempo, los Whigs de ambas secciones se daban cuenta de que la victoria y la adquisición territorial volverían a poner de manifiesto el problema de la esclavitud y de los territorios. En el Sur, en particular, ya existía la realización, o tal vez el miedo, que los viejos problemas económicos que habían definido el ‘’’Segundo sistema de partidos’’’ ya estaban muertos.  Su meta política era evitar cualquier debate sectorial sobre la esclavitud que expondría las divisiones internas dentro del partido.

## Introducción y debate de la enmienda
El sábado 8 de agosto de 1846, el presidente James K. Polk envió al Congreso una solicitud de 2.000.000 de dólares en el fin de facilitar las negociaciones con México sobre la liquidación final de la guerra. La solicitud llegó sin aviso público después de que Polk no había podido arreglar la aprobación del proyecto de ley sin debate en el Congreso. Con el Congreso programado para levantar la sesión del lunes, el liderazgo Democrático dispuso que el proyecto de ley fuese considerado de inmediato en una sesión especial de la noche. El debate debía ser limitado a dos horas y los discursos individuales no debían durar más de diez minutos.
David Wilmot, un congresista demócrata de Pensilvania, y un grupo de otros demócratas ‘’’barnburners’’’ incluyendo Preston King y Timothy Jenkins, de Nueva York, Hannibal Hamlin de Maine, Gideon Welles de Connecticut, y Jacob Brinkerhoff de Ohio , se habían estado reuniendo a principios de agosto para establecer una estrategia. Wilmot tenía un sólido historial de apoyo a la administración Polk y era partidario de muchos sureños. Con la probabilidad de que Wilmot no tendría problemas para ganar en el debate de la Cámara, fue elegido para presentar la enmienda de ley de asignaciones que llevaría su nombre. Wilmot dio el siguiente discurso en la Cámara en un lenguaje modelado según la Ordenanza Noroeste de 1787: 

Siempre que, como condición expresa y fundamental para la adquisición de cualquier territorio de la República de México por los Estados Unidos, en virtud de cualquier tratado que pueda negociarse entre ellos, y para el uso por parte del Ejecutivo de los fondos aquí asignados, ni la esclavitud ni la servidumbre involuntaria existirán nunca en ninguna parte de dicho territorio, excepto por delito, lo cual, las partes primero deberán ser condenados.

William W. Wick, demócrata de Indiana, intentó eliminar la restricción total de la esclavitud mediante la propuesta de una enmienda a la línea del Compromiso de Missouri de la latitud 36 ° 30 ', simplemente extendiéndola hacia el oeste hasta el Pacífico.  Esto fue rechazado en un 89 a 54. Se llamó entonces a tener lugar lvotación para añadir a enmienda al proyecto de ley que entonces se discutía, y pasó por 83 a 64. Un último esfuerzo por parte de sureños por poner sobre la mesa todo el proyecto de ley, fue derrotado por 94 a 78, y más tarde todo el proyecto de ley fue aprobado 85 a 80. Lo más inquietante fue que todos estos votos fueron mayoritariamente sectoriales en lugar que en las líneas del partido.
El Senado aprobó la ley al final de la sesión del lunes. Los Demócratas del sur esperaban rechazar la Enmienda Wilmot y enviar el proyecto de ley a la Cámara para una rápida aprobación del proyecto de ley sin las restricciones sobre la esclavitud. El Whig John Davis, de Massachusetts trató de impedirlo continuando con su discurso hasta que fuese demasiado tarde para devolver el proyecto a la Cámara, obligando al Senado a aceptar o rechazar la aprobación con la enmienda intacta. Sin embargo, antes de que llamasen a la votación, debido a una diferencia de ocho minutos en los relojes oficiales de ambas cámaras, la Cámara se había aplazado y el Congreso estaba oficialmente fuera de sesión.
El tema resurgió a finales de año, cuando Polk, en su mensaje anual al Congreso, al renovar su solicitud de la cantidad necesaria pero esta vez aumentó a tres millones de dólares. Polk argumentó que, si bien la intención original de la guerra nunca había sido adquirir territorio (una visión muy disputada por sus oponentes), una paz honorable requería una compensación territorial para los Estados Unidos. El proyecto de ley de tres millones de dólares, como se lellamó, era el único punto a tratar en la Cámara del 8 al 15 de febrero de 1847. Preston King presentó la enmienda Wilmot, pero esta vez la exclusión de la esclavitud se amplió más allá de simplemente el territorio mexicano para incluir "cualquier territorio en el continente de América que en lo sucesivo se adquiriese".  Esta vez Representante Stephen Douglas, demócrata de Illinois, reintrodujo la propuesta de la simple extensión de la línea del Compromiso de Missouri a la costa oeste, y esto fue de nuevo denegado 109 a 82.  La propuesta de ley de tres millones de dólares con la enmienda fue aprobada por la Cámara 115 a 106. En el Senado, dirigido por Thomas Hart Benton (demócrata), la ley fue aprobada sin la enmienda. Cuando el proyecto de ley fue devuelto a la Cámara el proyecto de ley del Senado prevaleció; cada Whig norteño seguía apoyando la enmienda, pero 22 demócratas norteños votaron con los del sur.
En 1848, el Tratado de Guadalupe Hidalgo para concluir la guerra se presentó al Senado para su aprobación. Douglas, ahora en el Senado, estaba entre los que se unió con el Sur para rechazar una iniciativa de unir la enmienda Wilmot al tratado. En el debate del año anterior en la Cámara, Douglas había argumentado que todo debate sobre la esclavitud en los territorios era prematuro; el tiempo para hacer frente a ese problema fue cuando el territorio fue en realidad organizado por el Congreso. Lewis Cass (demócrata) en diciembre de 1847, en su famosa carta a A. O. P. Nicholson en Tennessee, definió además el concepto de soberanía popular que pronto evolucionaría como la alternativa a la corriente principal Democrática de la enmienda Wilmot: 
Dejadlo en manos de las personas que se verán afectados por esta cuestión para que las ajusten según su propia responsabilidad, y en su propia manera, y vamos a rendir otro homenaje a los principios originales de nuestro gobierno, y amueblar otro para su permanencia y prosperidad.

## Consecuencias

Una animación que muestra el estado libre/con esclavos de los estados y territorios de Estados Unidos entre 1789-1861, incluida la enmienda Wilmot.

Con la aprobación del tratado, la cuestión se movió de la abstracción a la que involucra cuestiones prácticas.  La naturaleza de la Constitución, la esclavitud, el valor del trabajo libre, el poder político, y en última instancia, la realineación política eran todos los involucrados en el debate. El historiador Michael Morrison sostiene que desde 1820 hasta 1846 una combinación de "racismo y la veneración de la Unión" había impedido un ataque directo a la esclavitud en el norte. Mientras que la respuesta original del sur a la enmienda Wilmot fue comedida, pronto se hizo evidente en el Sur que este ataque largamente pospuesto sobre la esclavitud, finalmente, se había producido. En lugar de simplemente hablar sobre la política de la cuestión, el historiador William Freehling señaló: "La mayoría de los sureños se enfadó sobre todo porque de la postura de David Wilmot más papista que el Papa, era tan insultante."
En el Norte, las repercusiones más inmediatas involucró a Martin Van Buren y el estado de Nueva York. A los Barnburners se opusieron con éxito su propia oposición conservadora, los Hunkers, en sus intentos de enviar un grupo de delegados a la Convención Nacional Democrática 1848. Los barnburners llevaron a cabo su propia convención separada y enviaron su propia lista de delegados a la convención en Baltimore. Ambas delegaciones tenían la misma cantidad de escaños con el total de votos del estado divididos entre ellos. Cuando la convención rechazó un anuncio pro enmienda y seleccionó a Lewis Cass como candidato, los barnburners saltaron y fueron el núcleo de formación del futuro Partido del suelo libre.  El historiador Leonard Richards escribe sobre estos demócratas descontentos:
En general, entonces, los demócratas del sur durante la década de 1840 perdieron el apoyo del núcleo duro de sus orígenes. Ya no podían contar con los demócratas de Nueva Inglaterra y de Nueva York para proporcionarles márgenes ganadores en la Cámara. … 
Para ellos [demócratas de Free Soil] el movimiento para la adquisición de Texas, y la lucha por la Enmienda Wilmot, marcó el punto de inflexión, cuando amos agresivos robaron el corazón y el alma del Partido Demócrata y comenzaron a dictar el curso del destino de la nación.
Historiador William Cooper presenta la perspectiva del Sur exactamente lo contrario:
Los Demócratas del sur, para los que la esclavitud había sido siempre el centro, tenían poca dificultad para percibir exactamente lo que significaba la condición para ellos y su partido. En primer lugar, la mera existencia de la enmienda significaba la parte sectorial que había plagado a los whigs en Texas que ahora acosan a los demócratas en expansión, la cuestión que los propios demócratas habían elegido como propia. La enmienda también anunciaba a los sureños que tenían que enfrentarse al reto de ciertos demócratas del norte, que manifestaron que no estaban dispuestos a seguir por más tiempo la iniciativa del Sur sobre la esclavitud. Esa circunstancia golpeó las raíces mismas de la concepción del Sur sobre el partido. Los sureños siempre habían pensado que sus colegas del norte deberían seguir la línea del Sur sobre todas las cuestiones relacionadas con la esclavitud.
En Alabama, con ningún candidato que se opusiera suficientemente a la enmienda, William L. Yancey aseguró la adopción por el estado de la convención demócrata llamada "Plataforma de Alabama", que fue aprobada por las legislaturas de Alabama y Georgia y por las convenciones demócratas de los estado de Florida y Virginia. La plataforma llamaba a no imponer restricciones federales de la esclavitud en los territorios, a la no restricción sobre la esclavitud de los gobiernos territoriales hasta el punto en que preparaban un proyecto de constitución del estado con el fin de pedir al Congreso la independencia, la oposición a los candidatos que apoyasen ya sea la enmienda o la soberanía popular, y la legislación federal favorable a la revocación de las leyes contra la esclavitud mexicana en la cesión mexicana. Sin embargo, la misma Convención Demócrata que se había negado a respaldar la enmienda también rechazó la incorporación de la propuesta de Yancey en la plataforma nacional por el voto de 216 a 36. A diferencia del abandono de los barnburners, sin embargo, sólo Yancey y otro delegado Alabama abandonaron la convención. Los esfuerzos de Yancey para agitar un tercer movimiento del partido en el estado falló.
Los whigs sureños veían con esperanza al dueño de esclavos y héroe de guerra, el general Zachary Taylor como la solución a la brecha sectorial cada vez mayor, a pesar de que no tomó ninguna postura pública en la Enmienda Wilmot. Sin embargo Taylor, una vez nominado y elegido, demostró que tenía sus propios planes. Taylor esperaba crear una nueva coalición no partidista que una vez más eliminara la esclavitud del escenario nacional. Esperaba ser capaz de lograrlo mediante la congelación de la esclavitud en sus fronteras de 1849, e inmediatamente sin pasar por la etapa de territorio, crear dos nuevos estados de la cesión mexicana.
El asalto de apertura de un nuevo nivel de conflicto se produjo el 13 de diciembre de 1848, cuando John G. Palfrey (Whig) de Massachusetts introdujo un proyecto de ley para abolir la esclavitud en el Distrito de Columbia. A lo largo de 1849 en el Sur "la retórica de la resistencia al Norte se intensificó y su propagación". La Convención de Nashville potencialmente secesionista estaba prevista para junio de 1850. Cuando el presidente Taylor en su mensaje de diciembre de 1849 al Congreso instó a la admisión de California como un estado libre, el estado de crisis se agravó aún más. El historiador Allan Nevins resume la situación que se había creado por la enmienda Wilmot: 
Así, la contienda se incorporó al tema central que iba a dominar toda la historia de América durante los próximos doce años, la disposición de los territorios. Dos grupos de extremistas habían surgido: los norteños que exigían nuevos territorios libres de esclavos bajo ninguna circunstancia y los sureños que exigían la entrada libre de la esclavitud en todos los territorios, la sanción por la negación era la secesión. Por el momento, los moderados esperaban encontrar una forma de compromiso y de reprimir la cuestión de fondo de la esclavitud en sí - su tolerancia o la no tolerancia por un gran Estado Cristiano libre – eran abrumadoramente la mayoría. Pero la historia ha demostrado que en las crisis de este tipo los dos grupos de extremistas estaban casi seguros de crecer en el poder, tragándose cada vez más los miembros conciliadores del centro.
En combinación con otras cuestiones relacionadas con la esclavitud, la Enmienda Wilmot conducen al Compromiso de 1850, que ayudó a mantener otra década más de relativa paz. Los secesionistas radicales estaban temporalmente controlados ya que la Convención de Nashville no pudo ratificar la secesión. Los moderados se unieron en torno al Compromiso como la solución definitiva a los problemas sectoriales que conllevaban la esclavitud y los territorios. Al mismo tiempo, sin embargo, el lenguaje de la Plataforma de Georgia, ampliamente aceptado en todo el Sur, dejó en claro que el compromiso del Sur a la Unión no era incondicional; esperaban plenamente que el Norte se adhieriesen a su parte del acuerdo.